# 13752 Grantstokes
13752 Grantstokes (1998 SF58) là một tiểu hành tinh vành đai chính.